# Santa Cruz de Grío
Santa Cruz de Grío ist eine Kleinstadt und eine Gemeinde (municipio) mit 104 Einwohnern (Stand: 2024) im Norden der Provinz Saragossa in der Autonomen Region Aragonien im Nordosten Spaniens.

## Lage und Klima
Santa Cruz de Grío liegt etwa 55 Kilometer westsüdwestlich der Provinzhauptstadt Saragossa in einer Höhe von ca. 710 m am Río Grío. 
Das Klima ist gemäßigt bis warm; der eher spärliche Regen (ca. 448 mm/Jahr) fällt übers Jahr verteilt.

## Bevölkerungsentwicklung
| Jahr      | 1970 | 1981 | 1991 | 2001 | 2011 | 2021 |
| Einwohner | 520  | 280  | 238  | 212  | 161  | 102  |

## Sehenswürdigkeiten
- Blasiuskirche (Iglesia de San Blas)

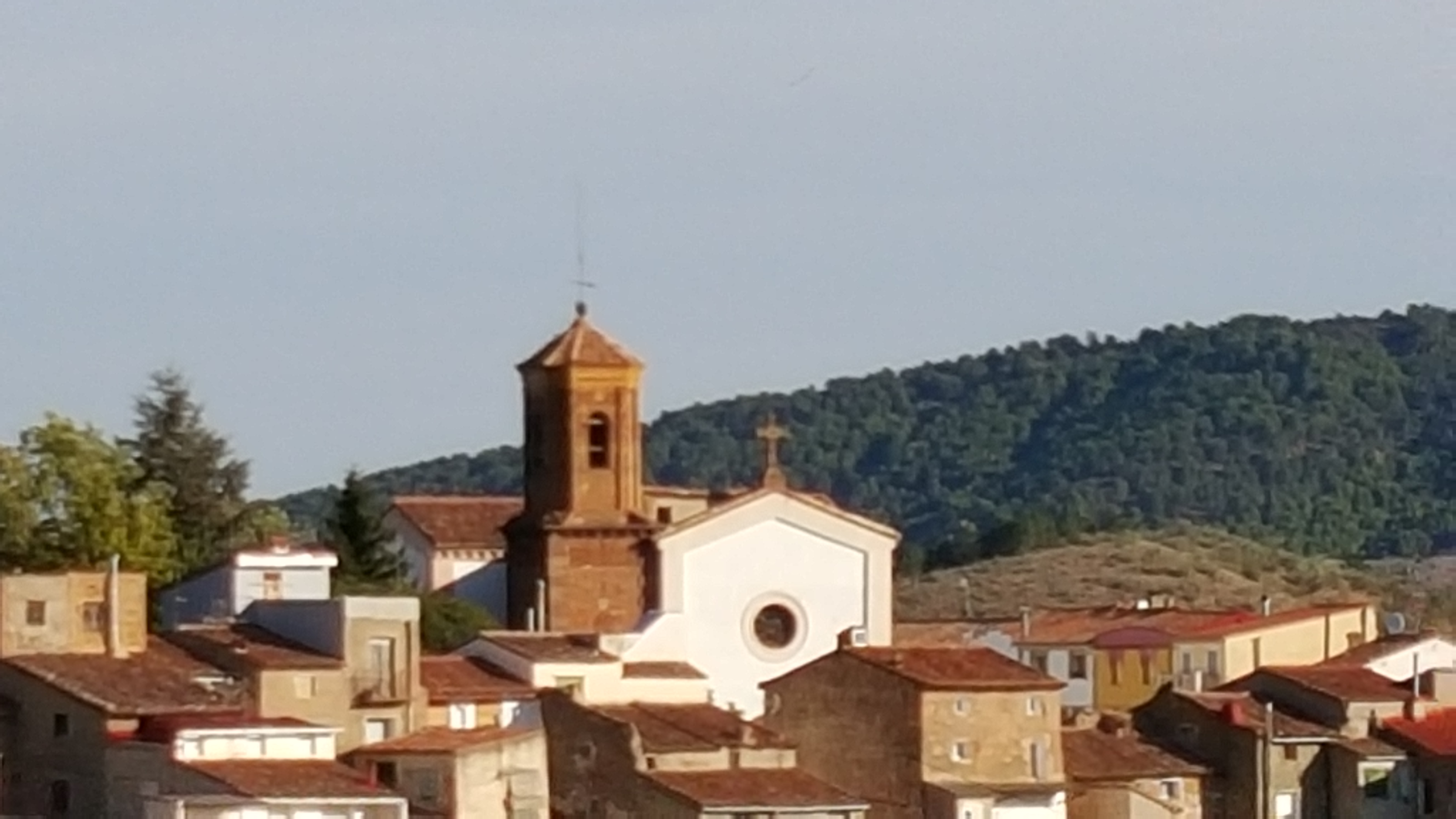
Blasiuskirche